# روبرت دريفاس
روبرت دريفاس (بالإنجليزية: Robert Drivas)‏ مواليد 21 نوفمبر 1935 في كورال غيبلز، الولايات المتحدة - الوفاة 29 يونيو 1986 في نيويورك، نيويورك، الولايات المتحدة، هو ممثل ومخرج أمريكي بدأ مسيرته الفنية سنة 1957. فاز بجائزة المسرح العالمي. امتدت مسيرته الفنية لأكثر من 26 عاما. من أعماله كول هاند لوك.

## روابط خارجية
- روبرت دريفاس على موقع IMDb (الإنجليزية)
- روبرت دريفاس على موقع ألو سيني (الفرنسية)
- روبرت دريفاس على موقع أول موفي (الإنجليزية)
- روبرت دريفاس على موقع قاعدة بيانات برودواي على الإنترنت (الإنجليزية)
- روبرت دريفاس على موقع قاعدة بيانات الأفلام السويدية (السويدية)
- روبرت دريفاس على موقع إن إن دي بي (الإنجليزية)
- روبرت دريفاس على موقع قاعدة بيانات الفيلم (الإنجليزية)
- روبرت دريفاس على موقع كينوبويسك (الروسية)